# Exechiopsis
Exechiopsis is een muggengeslacht uit de familie van de paddenstoelmuggen (Mycetophilidae).

## Soorten
- E. aemula Plassmann, 1984
- E. aviculata (Shaw, 1935)
- E. clypeata (Lundstrom, 1911)
- E. coremura (Edwards, 1928)
- E. corona Chandler & Ribeiro, 1995
- E. crucigera (Lundstrom, 1909)
- E. davatchii Matile, 1969
- E. distendens (Lackschewitz, 1937)
- E. dryaspagensis Chandler, 1977
- E. dumitrescae (Burghele-Balacesco, 1972)
- E. fimbriata (Lundstrom, 1909)
- E. forcipata (Lackschewitz, 1937)
- E. furcata (Lundstrom, 1911)
- E. graphica (Plassmann, 1978)
- E. grassatura (Plassmann, 1978)
- E. hammi (Edwards, 1925)
- E. indecisa (Walker, 1856)
- E. ingrica Stackelberg, 1948
- E. intersecta (Meigen, 1818)
- E. januarii (Lundstrom, 1913)
- E. jenkinsoni (Edwards, 1925)
- E. kaszabi Lastovka & Matile, 1974
- E. lackschewitziana (Stackelberg, 1948)
- E. landrocki (Lundstrom, 1912)
- E. leptura (Meigen, 1830)
- E. ligulata (Lundstrom, 1913)
- E. magnicauda (Lundstrom, 1911)
- E. membranacea (Lundstrom, 1912)

- E. nexa (Johannsen, 1912)
- E. nugax (Johannsen, 1912)
- E. oltenica (Burghele-Balacesco, 1965)
- E. palettata (Burghele-Balacesco, 1965)
- E. patula (Plassmann, 1978)
- E. perspicua (Johannsen, 1912)
- E. pollicata (Edwards, 1925)
- E. pseudindecisa Lastovka & Matile, 1974
- E. pseudopulchella (Lundstrom, 1912)
- E. pulchella (Winnertz, 1863)
- E. sagittata Lastovka & Matile, 1974
- E. seducta (Plassmann, 1976)
- E. stylata Lastovka & Matile, 1974
- E. subulata (Winnertz, 1863)
- E. triseta (Tollet, 1955)
- E. umbratica (Aldrich, 1897)
- E. unguiculata (Lundstrom, 1911)
- E. vizzavonensis (Edwards, 1928)